# 監利郡
監利郡，中国南北朝时设置的郡。
由西魏、北周拥立的傀儡政权后梁置監利郡，属荆州。蔡大业曾经担任監利郡守，治所在监利县（今湖北省监利市）。下辖监利县、紫陵县、云泽县。隋文帝开皇三年（583年）废監利郡，紫陵县、云泽县改属复州，监利县改属荆州。